# باربارا لگراند
باربارا لگراند (انگلیسی: Barbara Legrand؛ زادهٔ ۴ ژوئن ۱۹۸۳) بازیکن فوتبال اهل آلمان است.
از باشگاه‌هایی که در آن بازی کرده‌است می‌توان به باشگاه فوتبال آینتراخت فرانکفورت (زنان) اشاره کرد.
وی همچنین در تیم ملی فوتبال Germany U21 بازی کرده‌است.